# Burgkirchen an der Alz
Burgkirchen an der Alz là một đô thị tại huyện Altötting, bang Bayern nước Đức. Đô thị Burgkirchen an der Alz có diện tích 46,21 km², dân số thời điểm ngày 31 tháng 12 năm 2006 là 10.616 người. Đô thị này tọa lạc bên sông Alz, 8 km về phía tây của Burghausen.